# JR西日本227系電聯車
 JR西日本227系電聯車（日語：JR西日本227系電車）是JR西日本於2015年3月投入服務的新款近郊型電力動車組 ，主要服務於廣島都市網絡、岡山地區、櫻井線、和歌山線及紀勢本線。

## 概要
JR西日本廣島支社截至2014年所擁有的列車都是日本國鐵時代製造的車輛，並透過接收近畿都市網絡因新列車投入而換出的相對較新的國鐵時代列車來替換陳舊的列車。然而，大部份車輛已經使用了超過35年，設備老化、陳舊，更換舊車迫在眉睫。因此，在2013年3月公佈的「中期經營計劃2017」之中首次提及到將在廣島都會地區投入新型的列車及引入新型的安全系統。
綜合考慮到以上情況，本系列以廣島地區投入運用為目標而開發，並結合了225系電聯車等新型電聯車的安全性向上設計，積極採用更高安全性的保障裝置和傳動技術。這是廣島地區自JR西日本在1987年成立以來首次在在來線上引入的新電聯車，也是自國鐵1982年在廣島地區引入115系3000番台32年以來首次引入的新電聯車。由於在廣島運用的227系電車車身的主要顏色為紅色、以及車頭前部防墜落防護罩與翅膀的形狀相似，廣島地區的227系電車被暱稱為「紅翼」（Red Wing）。因應227系的投入與製訂路線代表顏色而品牌化的廣島都市網絡（JR City Network Hiroshima）嬴得了2015年度的好設計獎（移動機械．設備類別）。
在運用上，227系分別有2節和3節編組的列車，通過合併和拆分這兩種列車，最多可自由配置8節車廂，靈活滿足乘客需求。一般來說，本系列列車不會與其他型號的列車連結運行。227系0番台於2015年3月14日時間表修訂後正式在廣島地區投入服務，及後在2019年春季的時刻表修訂開始，廣島都市網絡的所有定期列車均統一使用本車型。
227系1000番台於2019年春季的時刻表修訂開始在和歌山線、櫻井線和紀勢本線運營，及後在2021年春季的時刻表修訂開始，上述路線的所有定期列車（特急除外）均統一使用本車型。
2021年11月18日，JR西日本宣佈將於2023年起在岡山及備後地區引入101輛2節及3節編組的227系500番台列車，以取代山陽本線使用的現有車輛。2023年1月30日，JR西日本公佈將岡山及備後地區的227系命名為Urara（うらら），並公開了相關的列車標誌，暱稱來自於民間傳說桃太郎中的惡鬼溫羅。

## 運用

### 0番台
截至2021年4月，227系0番台總共生產了276節車輛，編成了3節列車64列（A01-64）及2節列車42列（S01-S42），全數隸屬於下關總合車輛所廣島支所，運行於廣島地區的山陽本線福山站～新山口站之間、吳線及可部線全線。
在2014年10月到2015年3月上旬間共生產了37輛列車，分別編成了11列3節列車（A01-A11）及2列2節列車（S01-S02），於2015年3月14日時刻表修訂後在吳線安藝路Liner及山陽本線系崎站～由宇站之間開始營運。此後，在2015年底至2016年期間共製造了121輛新車(A12-A42、S03-S16) ，自2015年10月3日起開始在可部線全線區間內運行。
2016年3月26日時刻表修訂之後，227系開始在山陽本線福山站～系崎站 及由宇站～德山站之間運行。同時，在山陽本線三原站～岩國站之間、可部線及吳線的平日日間以及周六日及假日運行的CityLiner統一使用227系運行。2019年2月中旬，最後兩組列車S41及S42自近畿車輛出廠。自2019年3月16日時刻表修訂後，廣島地區山陽本線三原站～岩國站、吳線及可部線全線的定期列車統一使用227系。

### 1000番台
截至2021年4月，227系1000番台總共生產了68節車輛，編成了2節列車34列（SD01-SD08、SR01-SR14、SS01-SS12），全數隸屬於吹田總合車輛所日根野支所新在家派出所，運行於和歌山線、櫻井線全線及紀勢本線和歌山市站～新宮站之間。
首兩列列車（SD01-SD02）於2018年9月3日在川崎重工兵庫工場出廠，其後於9月8日在吹田總合車輛所公開並在9月10日送到日根野支所新在家派出所。在2019年3月16日時刻表修訂開始，227系開始在和歌山線、櫻井線以及紀勢本線和歌山市站～紀伊田邊站之間投入服務。隨著更多新列車投入服務，自2019年9月起和歌山線以往使用的105系被227系全數取代。
2020年3月14日時刻表修訂開始，紀勢本線和歌山市站～紀伊田邊站之間由113系運行的列車替換為227系，並開始在上述路段與和歌山線內運行車載型ICOCA 。2021年3月13日起運行於紀勢本線紀伊田邊～新宮站，取代以往使用的105系 ，並開始了該路段車載ICOCA的營運。和歌山地區紀勢本線和歌山市～新宮、和歌山線及櫻井線全線的定期列車（特急除外）統一使用227系1000番台。

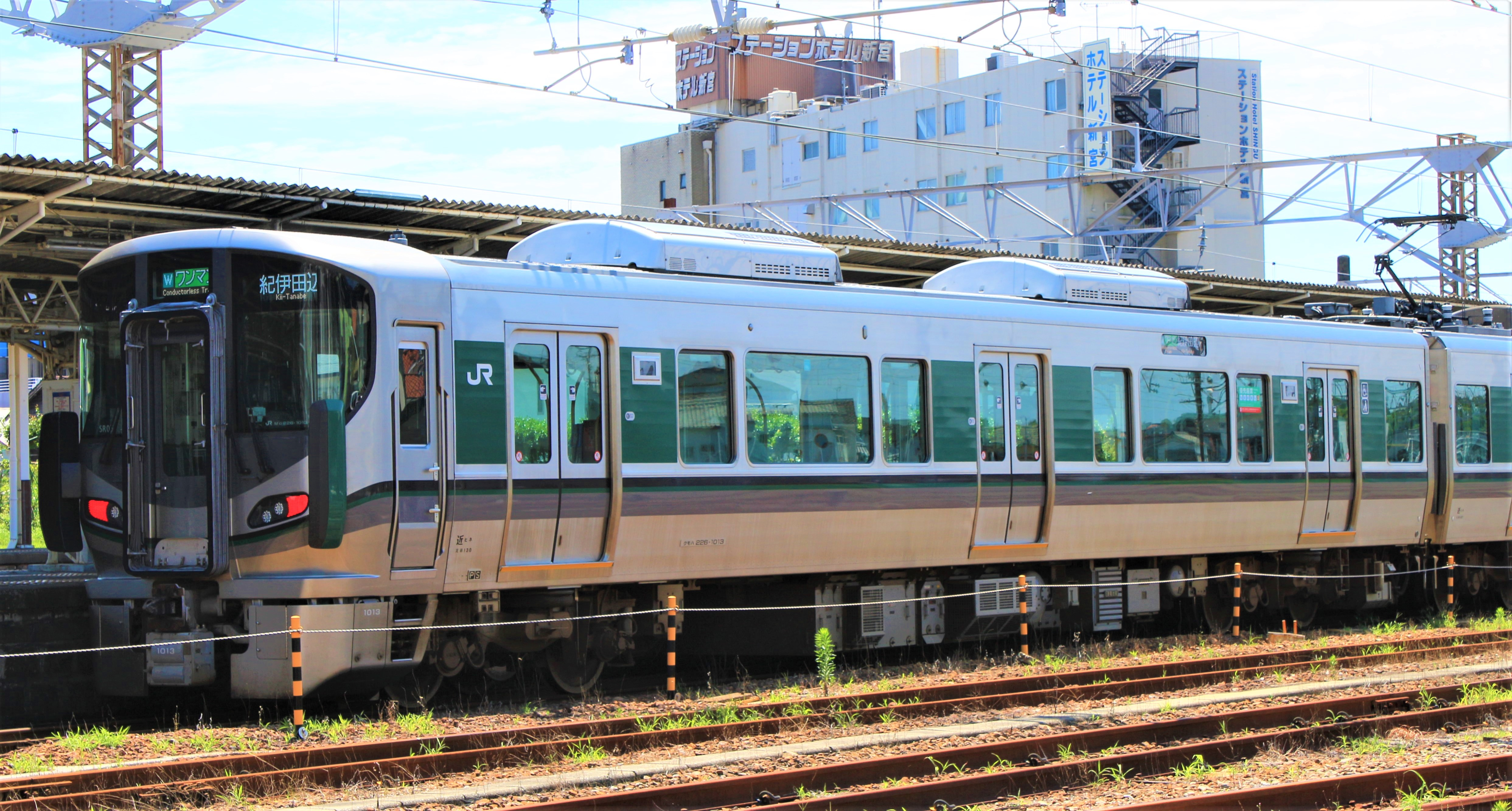
クモハ226形1000番台
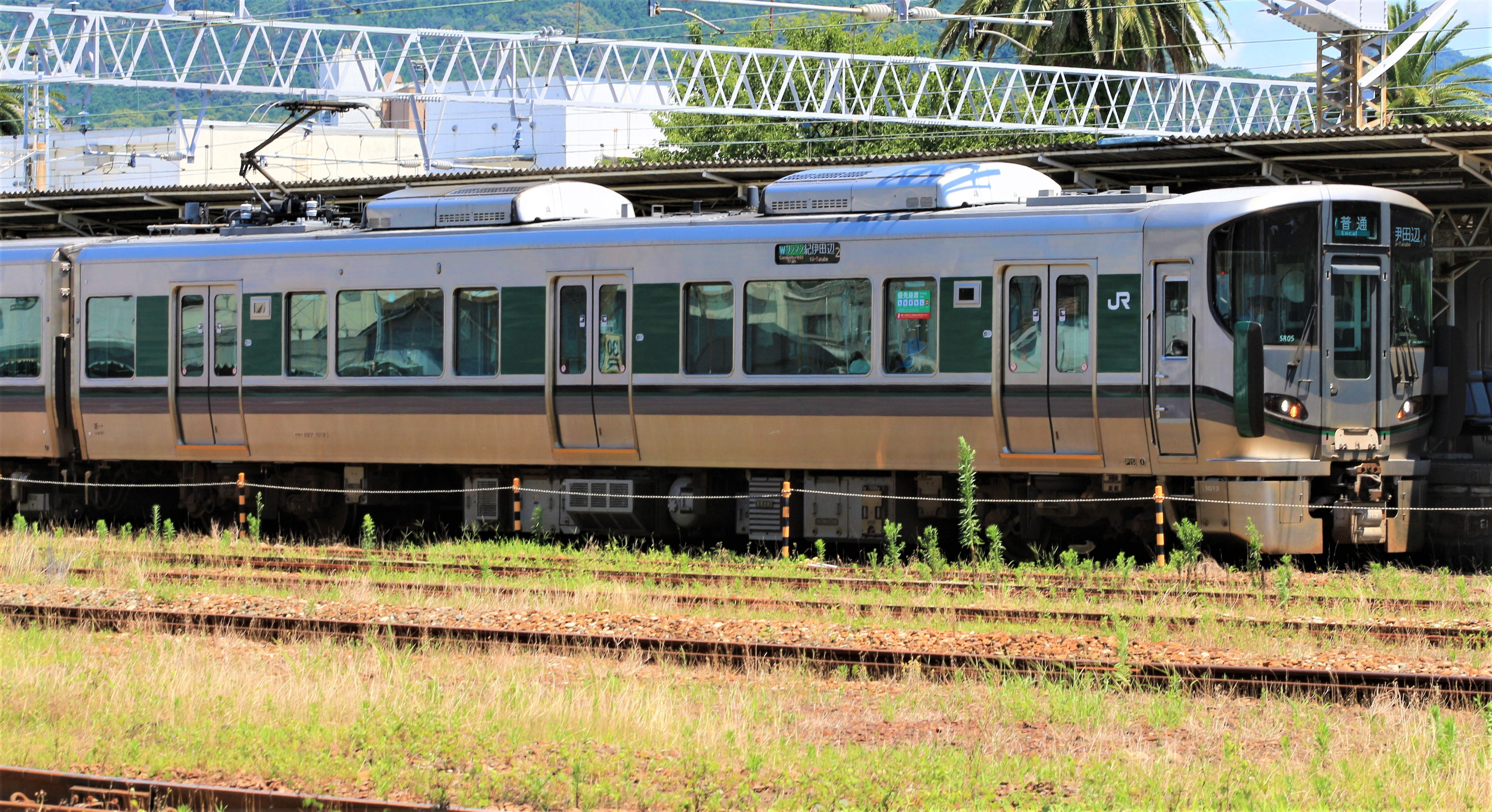
クモハ227形1000番台
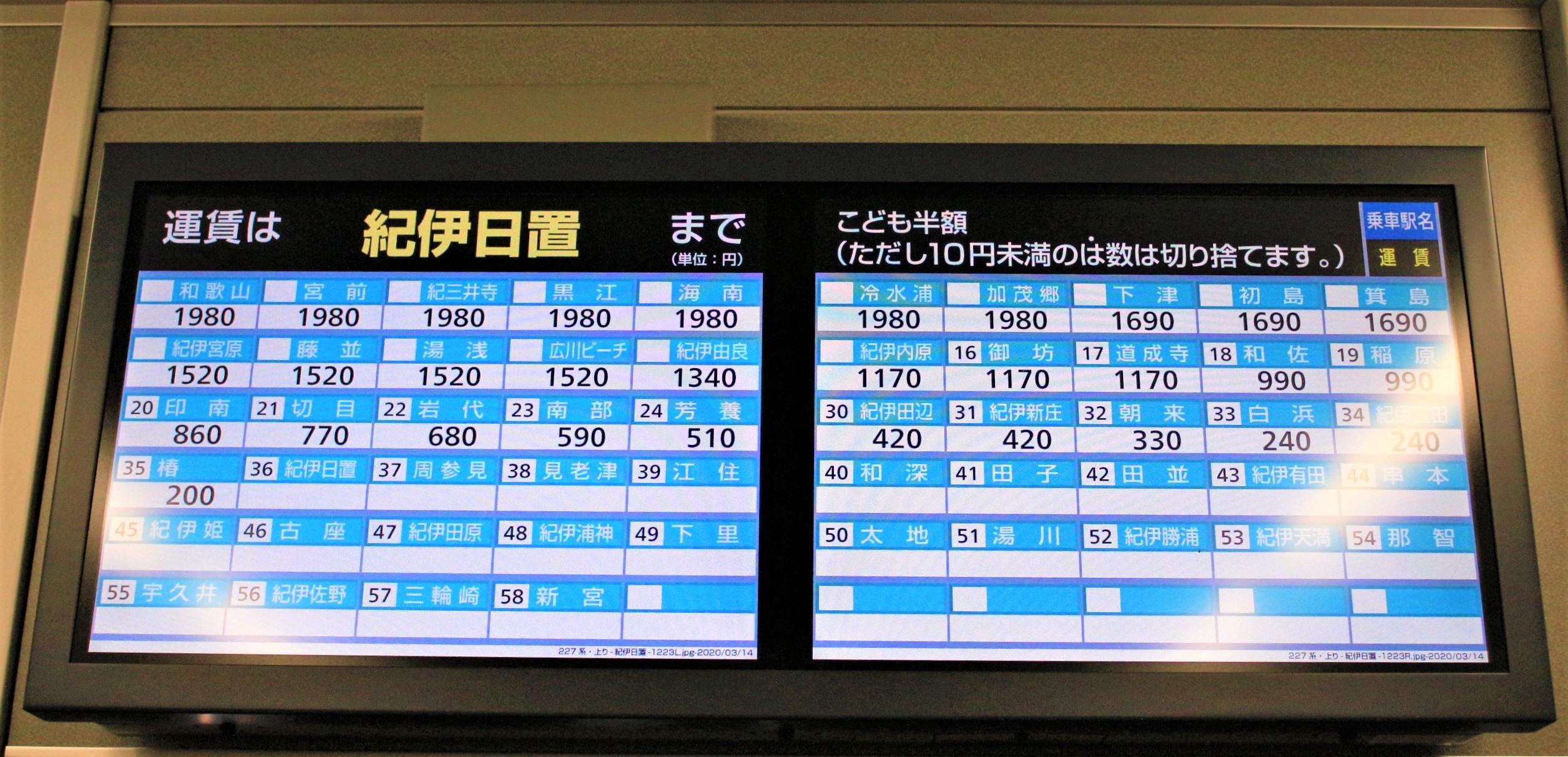
車費顯示屏
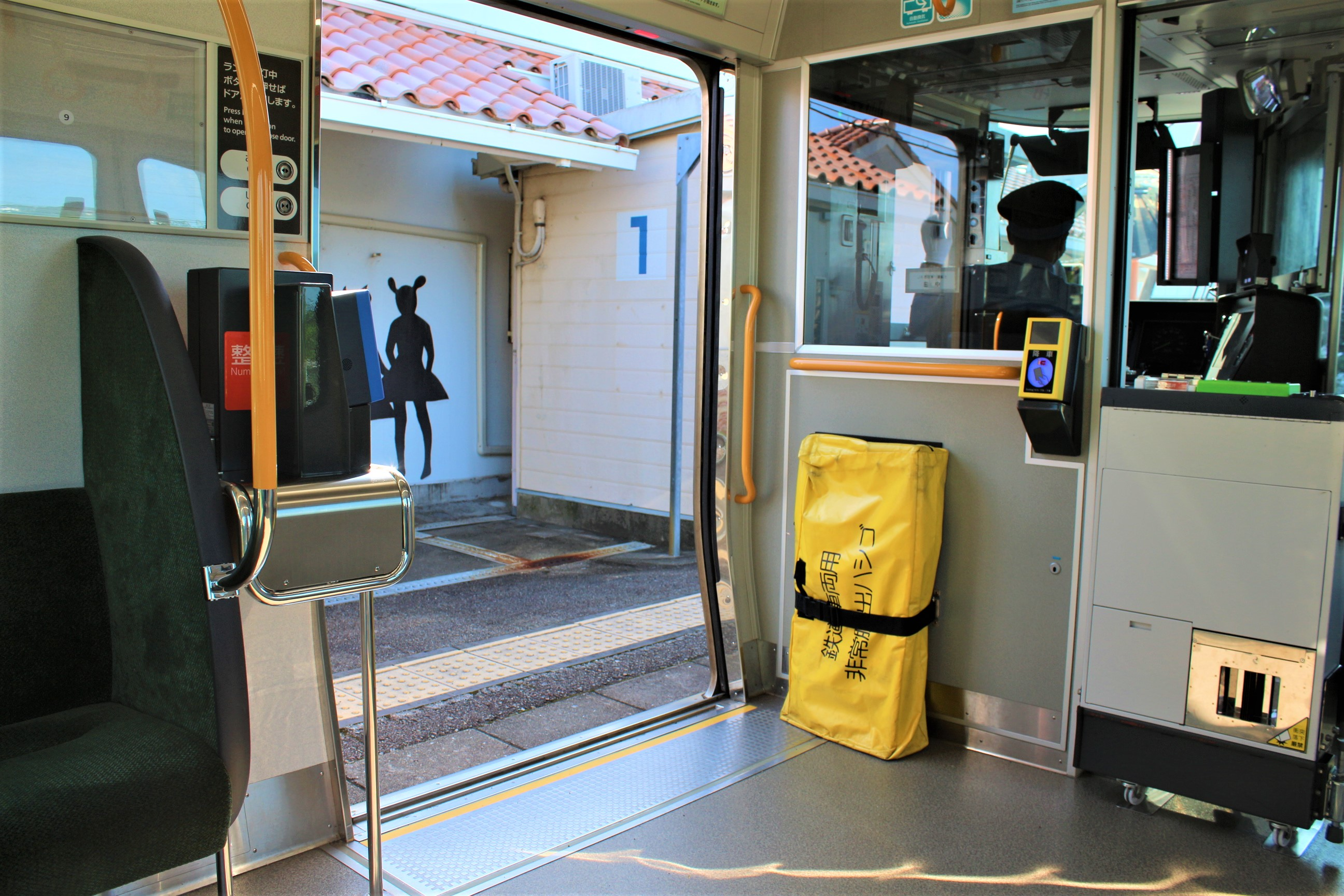
車載型IC改札機（乗車用:左・降車用：右）運賃箱
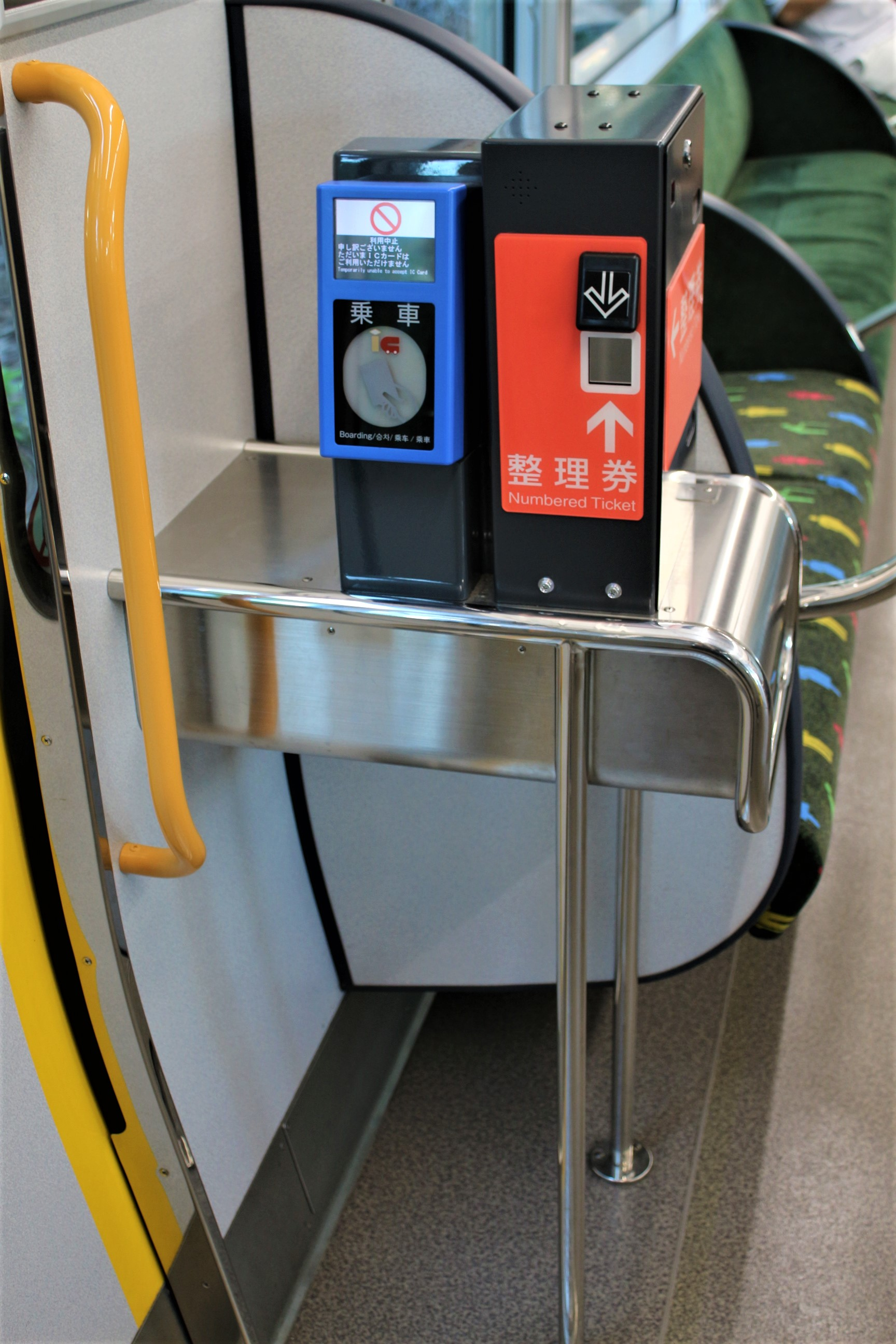
車載型IC改札機（乗車用）整理券發行機
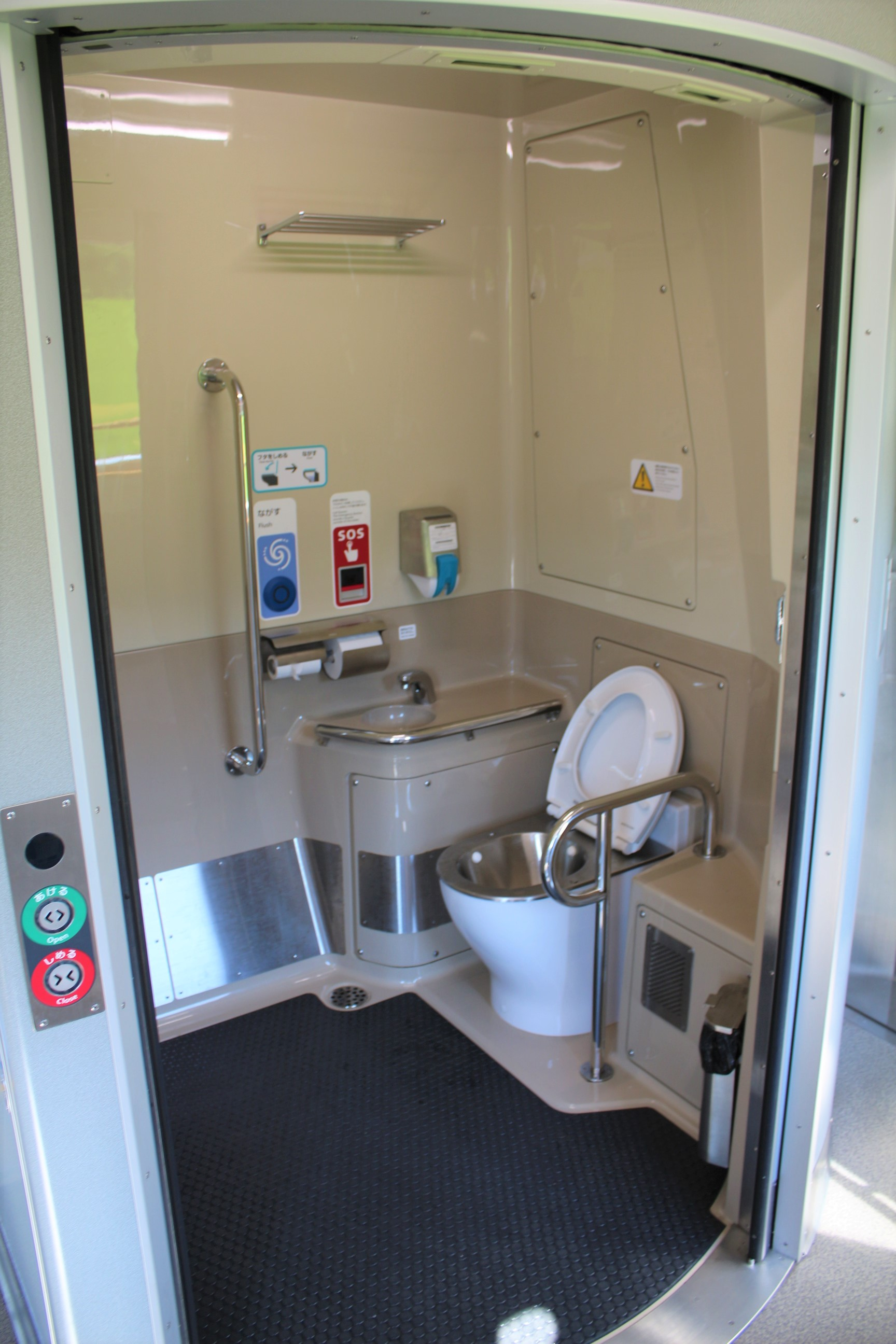
洗手間
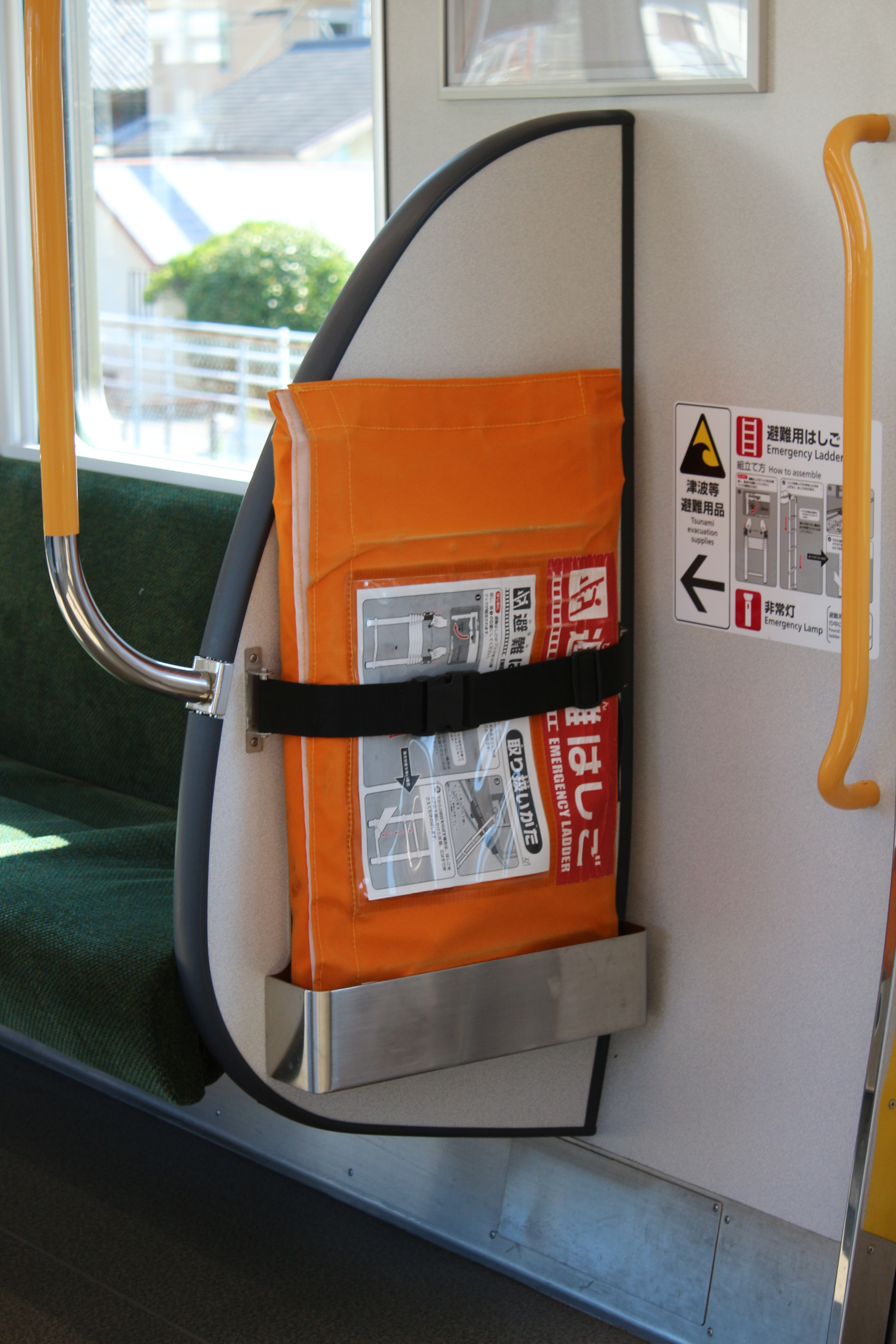
海嘯避難用梯
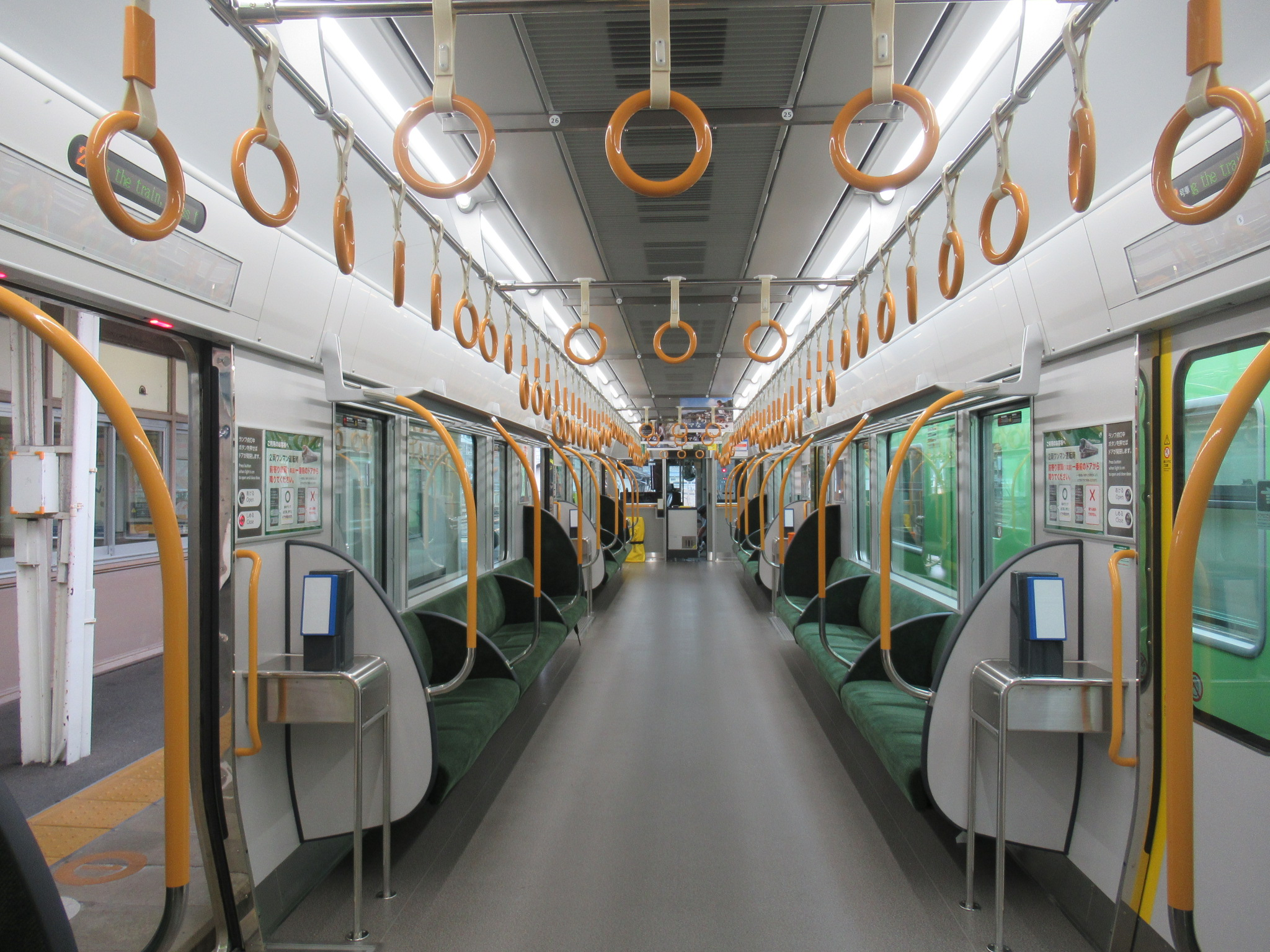
クモハ227-1005 車内

### 500番台
500番台於2023年7月22日起投入服務，預計於2024年底將投入101輛，先行服務於山陽本線（岡山～三原站）、宇野線（茶屋町～宇野）、瀨戶大橋線（岡山～兒島）、伯備線（倉敷～總社），並將逐步擴展到其他路線。

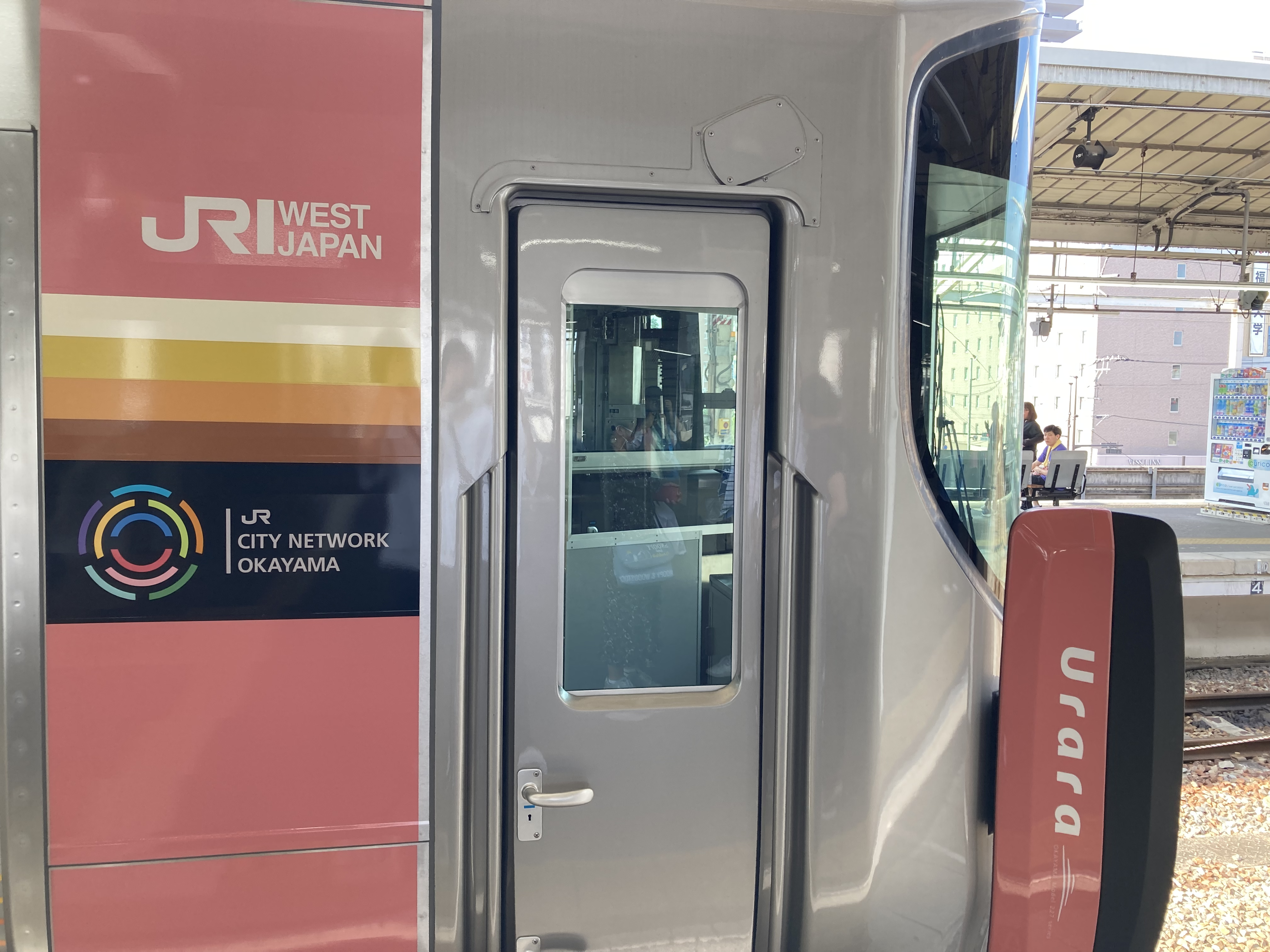
駕駛室門邊印有岡山都市網絡的標記，車頭前部防墜落防護罩印有列車名稱Urara